# Giovanna Blanco
Giovanna José Blanco Bazon (ur. 18 grudnia 1982) – wenezuelska judoczka. Dwukrotna olimpijka. Zajęła siódme miejsce w Atenach 2004 i dwunaste w Londynie 2012. Walczyła w wadze ciężkiej.
Siódma na mistrzostwach świata w 2003 i 2005; uczestniczka zawodów w 2007, 2011 i 2013. Startowała w Pucharze Świata w latach 2004, 2008 i 2010-2013. Srebrna medalistka igrzysk panamerykańskich w 2003; piąta w 2007 i 2011. Wicemistrzyni igrzysk boliwaryjskich w 2001 i trzecia w 2005. Zdobyła sześć medali igrzysk Ameryki Południowej; osiem na igrzyskach Ameryki Środkowej i Karaibów; siedem na mistrzostwach panamerykańskich, a także sześć na mistrzostwach Ameryki Południowej.

## Letnie Igrzyska Olimpijskie 2004
| Konkurencja | Eliminacje          | Eliminacje            | Repasaże              | Repasaże               | Klas. końcowa |
| Konkurencja | Przeciwnik I        | 1/4                   | Przeciwnik I          | Przeciwnik II          | Miejsce       |
| ----------- | ------------------- | --------------------- | --------------------- | ---------------------- | ------------- |
| +78 kg      | Éva Bisséni (FRA) Z | Daima Beltrán (CUB) Z | Karina Bryant (GBR) Z | Insaf Yahyaoui (TUN) P | 7.            |

## Letnie Igrzyska Olimpijskie 2012
| Konkurencja | Eliminacje            | Klas. końcowa |
| Konkurencja | Przeciwnik I          | Miejsce       |
| ----------- | --------------------- | ------------- |
| +78 kg      | Mika Sugimoto (JPN) P | 12.           |